# Bretton, Peterborough
Bretton är en ort och civil parish i Storbritannien.   Den ligger i kommunen City of Peterborough i riksdelen England, i den sydöstra delen av landet, 120 km norr om huvudstaden London.